# キャサリン・パターソン

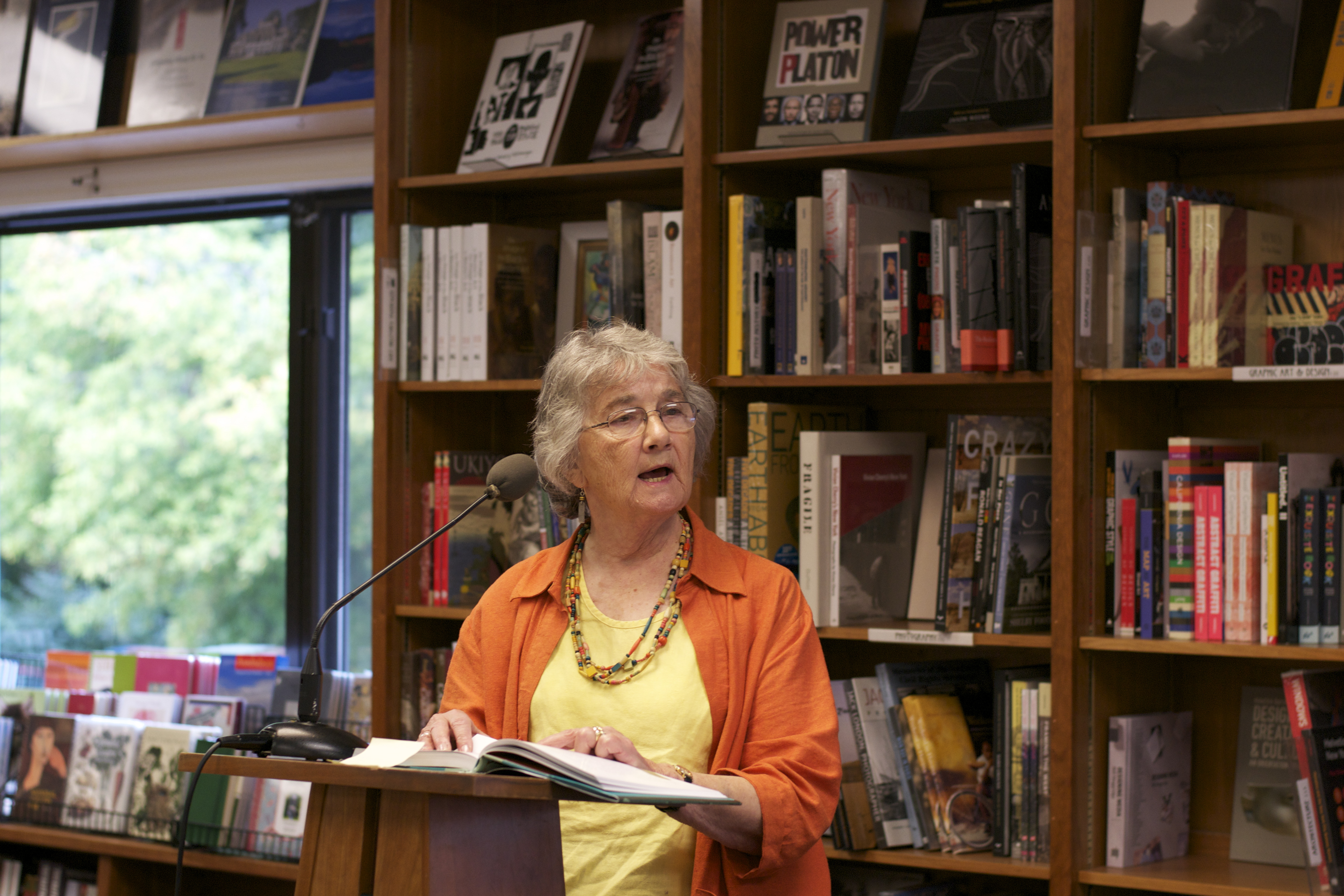
Katherine Paterson (2011)

キャサリン・パターソン（Katherine Paterson, 1932年10月31日 - ）は、アメリカ合衆国の児童文学作家である。

## 経歴

### 前半生
1932年、中国の江蘇省の淮安市で、宣教師のウィメルドーフ（Womeldorf）夫妻の娘として生まれた。一家は1937年から50年の期間、13回の引越しをした。父ジョージの宣教師の仕事と、中国における戦乱のためである。キャサリンは土地に馴染む暇がなかった。彼女は孤独を紛らわすため、若くして創作を始めた。
パターソンが最初に身に付けた言語は中国語であり、当初は英語の読み書きが困難であった。彼女はそれを克服し、1954年にはテネシー州ブリストルのキング大学を優等で卒業した。ヴァージニア州の小学校で1年間教鞭を執ったのち、聖書とキリスト教教育に関する研究で、リッチモンドの長老派教会教育学校から修士号を得た。パターソンは宣教師として中国に行くことを望んだが、当時の国際情勢では不可能であった。代わりに、日本人の友人に勧められて日本へ。日本には4年間ほど滞在し、日本文化と中国文化を学んだ。このことは、後年の作品に大きな影響を与えることとなった。
帰国後、宗教教育に関する研究で2つ目の修士号を取得すべくニューヨークに行き、長老派の聖職者ジョン・パターソンと出会う（1962年7月14日に結婚）。夫婦はメリーランド州に居を構え、2人の子を儲け、また2人の養子を引き取った。

### 作家時代
1966年、パターソンは最初の長編小説"Who am I?"を書いたが出版は成らなかった。続いて児童向け長編"The Sign of the Chrysanthemum"『菊の紋（未訳）』を上梓。これは日本の昔話を題材にした作品で、1973年に出版された。1977年の『テラビシアにかける橋』では愛や死といった主題を扱い、賛否両論を巻き起こしたが、ニューベリー賞を受賞し、彼女の代表作となった。
パターソンは他に全米図書賞、国際アンデルセン賞、アストリッド・リンドグレーン記念文学賞などの受賞歴もある。なお彼女は1981年に『海は知っていた』で2度目のニューベリー賞を受賞し、同賞を複数回受賞した数少ない作家の1人となった。

## 作風
パターソンの小説では、若い主人公が重大な岐路に直面し、自己犠牲を通して成功に至る。他のヤング・アダルト作家の多くとは異なり、パターソンは死や嫉妬といったトピックを取り扱うことを躊躇しない。登場人物たちは悲惨な状況に陥るが、パターソンは常に彼らへの同情と共感をもって創作を進めている。彼女は不幸と闘争を描くが、同時にねじれたウィットと抑えたユーモアを織り込むことは忘れない。パターソン作品の主人公たちは大抵の場合は孤独な子供であり、自分自身の抱える問題と向き合うことを求められる。それらのプロットには、作者自身の孤独で疎外された子供時代が反映されているのであろう。

## 主要著作リスト
- The Sign of the Chrysanthemum, 1973.
- Of Nightingales That Weep, 1974.
- The Master Puppeteer, 1975.
- Bridge to Terabithia, 1977. 『テラビシアにかける橋』
- The Great Gilly Hopkins, 1978. 『ガラスの家族』
- Jacob Have I Loved, 1980. 『海は知っていた - ルイーズの青春』
- Rebels of the Heavenly Kingdom, 1983.
- Come Sing, Jimmy Jo, 1985. 『父さんと歌いたい』
- Park's Quest, 1988. 『もうひとつの家族』
- Lyddie, 1991. 『ワーキングガール - リディの旅立ち』
- Flip-Flop Girl, 1994. 『かぼちゃ畑の女王さま』
- Jip, 1996. 『北極星を目ざして』
- Preacher’s Boy, 1999. 『悪童ロビーの冒険』
- The Same Stuff as Stars, 2002. 『星をまく人』
- Bread and Roses, Too, 2006. 『パンとバラ　ローザとジェイクの物語』

ほか、短編集・絵本などもある。